# Łapy (stacja kolejowa)
Łapy – węzłowa stacja kolejowa w Łapach, w powiecie białostockim, w województwie podlaskim, w Polsce.
Stacja znajduje się w centrum miasta Łapy. Otwarto ją w grudniu 1862 roku wraz z uruchomieniem kolei warszawsko-petersburskiej. W 1893 otwarto kolej nadnarwiańską prowadzącą z Łap do Ostrołęki.

## Ruch pasażerski[3]
| Rok  | Wymiana pasażerska na dobę |
| ---- | -------------------------- |
| 2017 | 700-999                    |
| 2018 | 700-999                    |
| 2019 | 1200                       |
| 2020 | 700-999                    |
| 2021 | 700-999                    |
| 2022 | 700-999                    |
| 2023 | 700-999                    |

## Opis
Oryginalny budynek dworca z 1862 roku został zniszczony podczas II wojny światowej. Pochodzący z lat powojennych obecny budynek dworca jest od 2013 roku własnością gminy Łapy i ze względu na swój stan jest przeznaczony do rozbiórki. Kasa biletowa jest nieczynna od marca 2018 roku. Trwają (2021) rozmowy między PKP S.A., właścicielem nieruchomości na którym on się znajduje, a spółką PKP PLK, która odpowiada za rozpoczętą w 2020 roku modernizację odcinka linii kolejowej nr 6, przebiegającego przez Łapy, w kwestii synchronizacji modernizacji z budową nowego dworca. W sąsiedztwie dworca kolejowego, po tej samej stronie torów przy drodze wojewódzkiej nr 682, znajduje się dworzec autobusowy; tworzą one razem centrum przesiadkowe.
Elektryfikacja stacji nastąpiła w 1983 roku. Pierwszy pociąg elektryczny wjechał na stację 3 października 1983 roku. Linia kolejowa nr 36 pozostaje nadal niezelektryfikowana. Istnieją plany jej elektryfikacji na odcinku Śniadowo – Łapy w ramach rządowego programu Kolej Plus celem stworzenia ciągu komunikacyjnego Łomża – Łapy – Białystok.
Bezpośrednio przy stacji znajdowały się Zakłady Naprawcze Taboru Kolejowego, które w 2009 roku ogłosiły upadłość i ostatecznie zostały zlikwidowane w 2016 roku. Na stacji ponadto znajdują się punkt ładunkowy i rampa.

## Perony
- Peron 1 – brzegowy o długości 325 m, przylegający do dworca, obsługiwał połączenia osobowe do Ostrołęki; obecnie obsługuje niektóre połączenia relacji Łapy–Białystok.
- Peron 2 – wyspowy o długości 324 m, częściowo zadaszony, obsługuje pozostałe połączenia, zarówno dalekobieżne jak i regionalne; dostęp jest możliwy zarówno z kładki jak i przejścia naziemnego[16].

## Połączenia
Na stacji kolejowej zatrzymują się pociągi kategorii IC i TLK spółki PKP Intercity, kursujące po linii nr 6 między Warszawą a Białymstokiem i w relacjach dalszych (Suwałki, Świnoujście, Kraków, Wrocław).
Stacja jest obsługiwana także przez pociągi regio spółki Polregio relacji Białystok – Szepietowo – Białystok. Tabor wykorzystywany w tych połączeniach to elektryczne zespoły trakcyjne serii EN57/EN57AL. Według rozkładu jazdy 2019/20, przed modernizacją, w dzień roboczy uruchamianych było 11 par takich połączeń.
Przed modernizacją czas przejazdu do Białegostoku kształtował się w granicach 26–27 minut dla pociągów regionalnych oraz 15–18 minut dla pospiesznych.
W przeszłości kursowały także pociągi pasażerskie do Ostrołęki, jednakże połączenia te zlikwidowano 3 kwietnia 2000 roku. 18 marca 2024 roku wznowiono połączenia w liczbie dwóch par, jednak tylko z obsługą wybranych stacji i przystanków.
26 czerwca 2020 roku PKP Polskie Linie Kolejowe podpisały umowę na modernizację odcinka linii kolejowej nr 6 Czyżew – Białystok prowadzoną w ramach projektu Rail Baltica. Prace mają potrwać do 2023 roku. W związku z ograniczoną przepustowością linii kolejowej spowodowaną modernizacją, od 30 sierpnia 2020 r. niektóre pociągi osobowe Polregio zostały zastąpione autobusową komunikacją zastępczą.

## Galeria

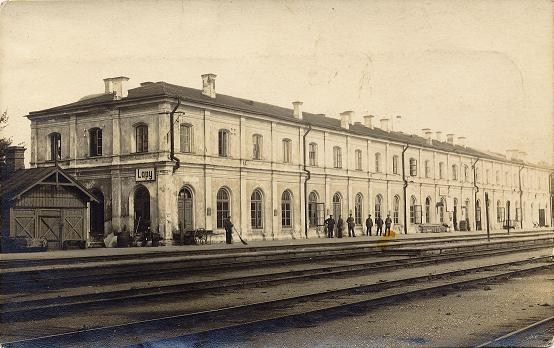
Budynek dworca z XIX wieku
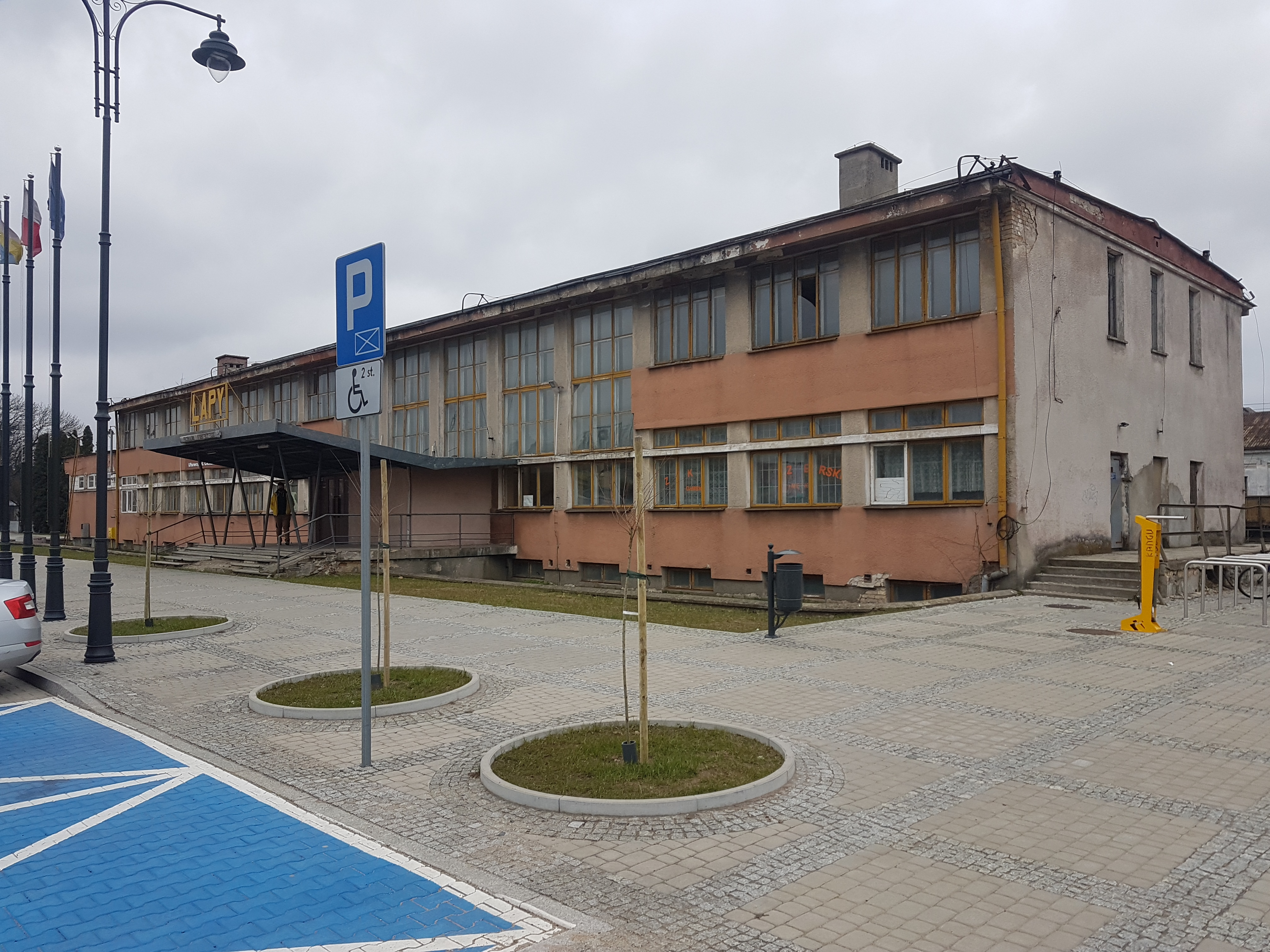
Dworzec widziany od strony miasta (2021)
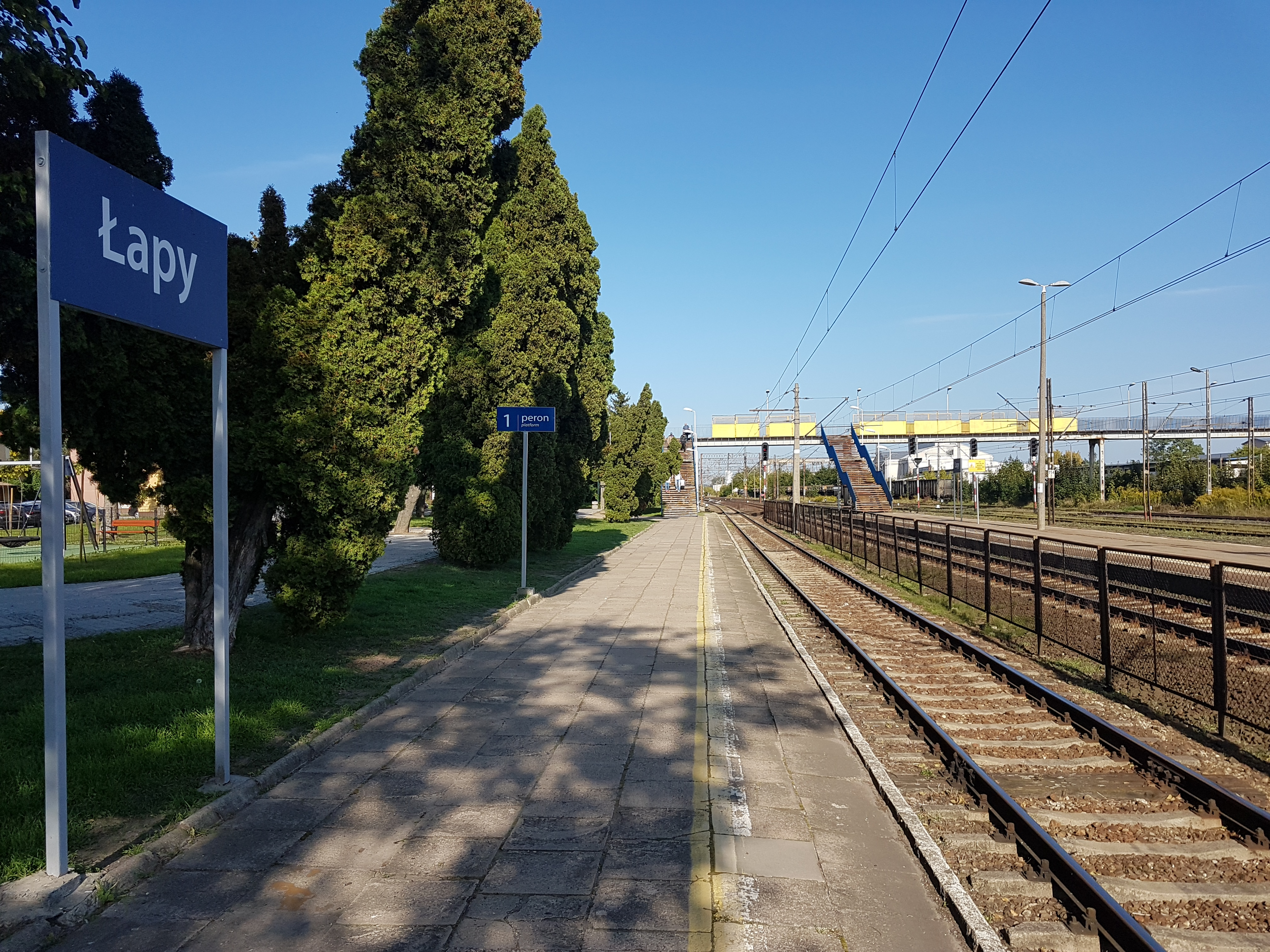
Peron 1 (2020)
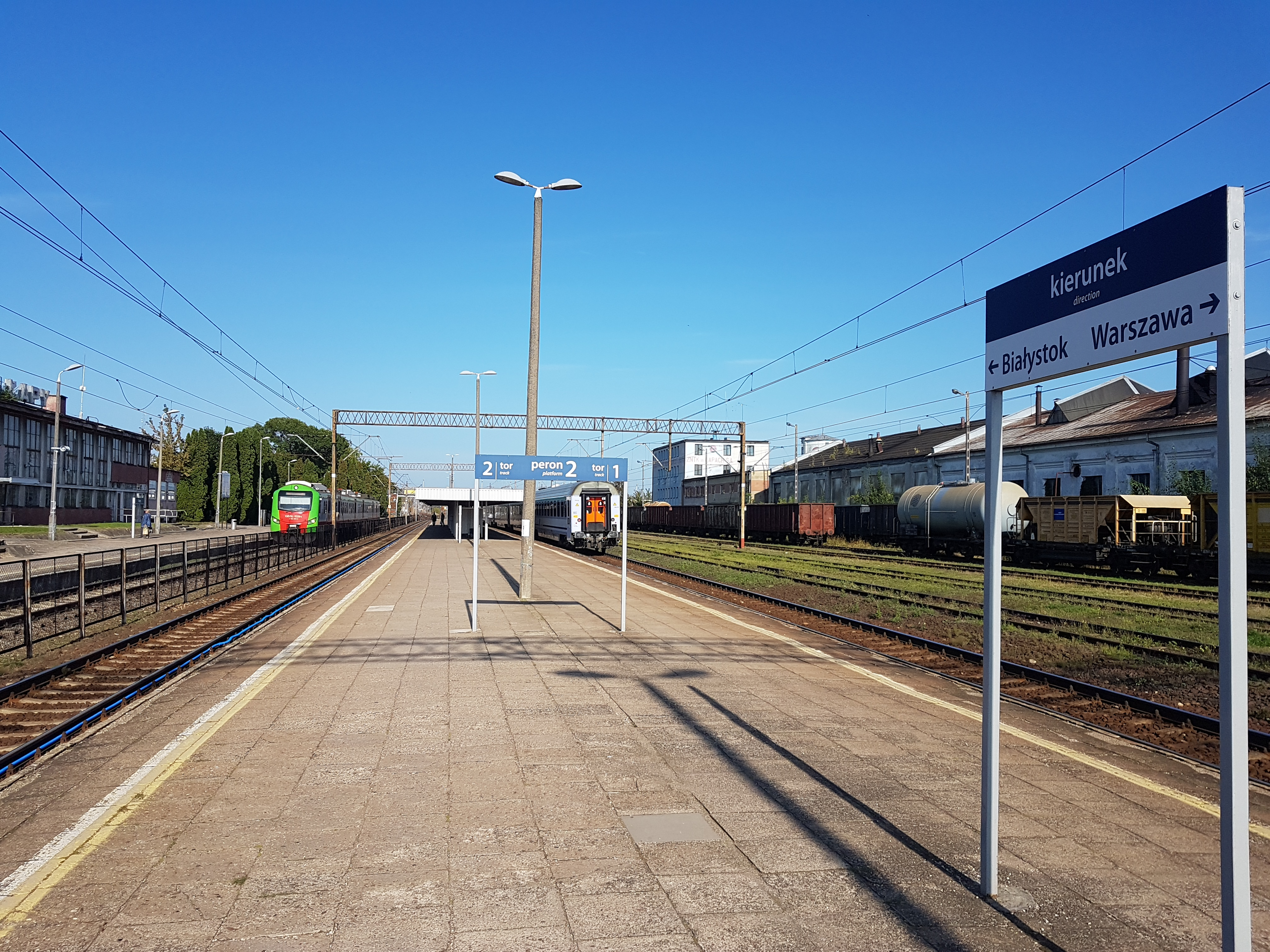
Peron 2 (2020)
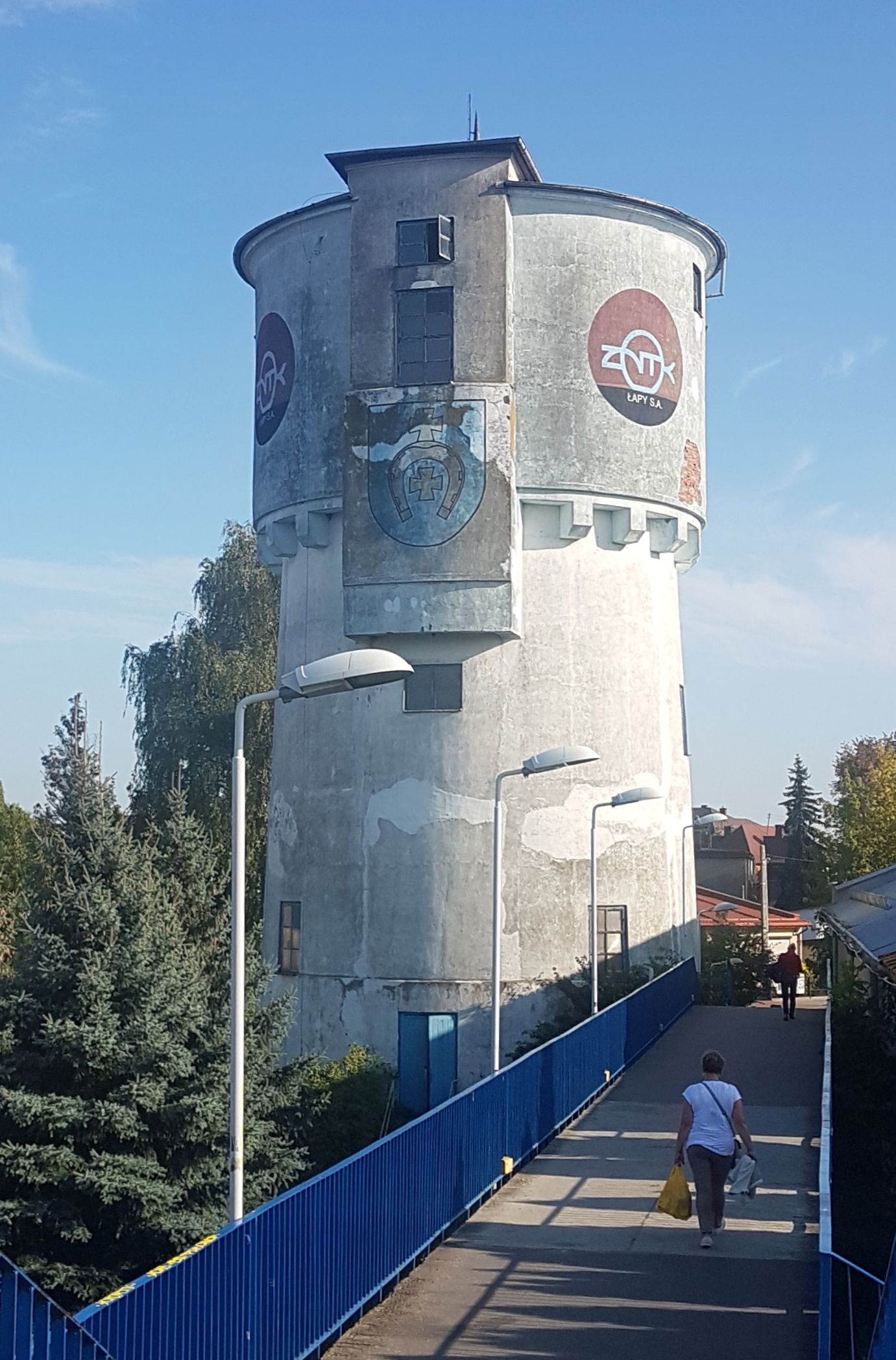
Wieża wodna (2020)
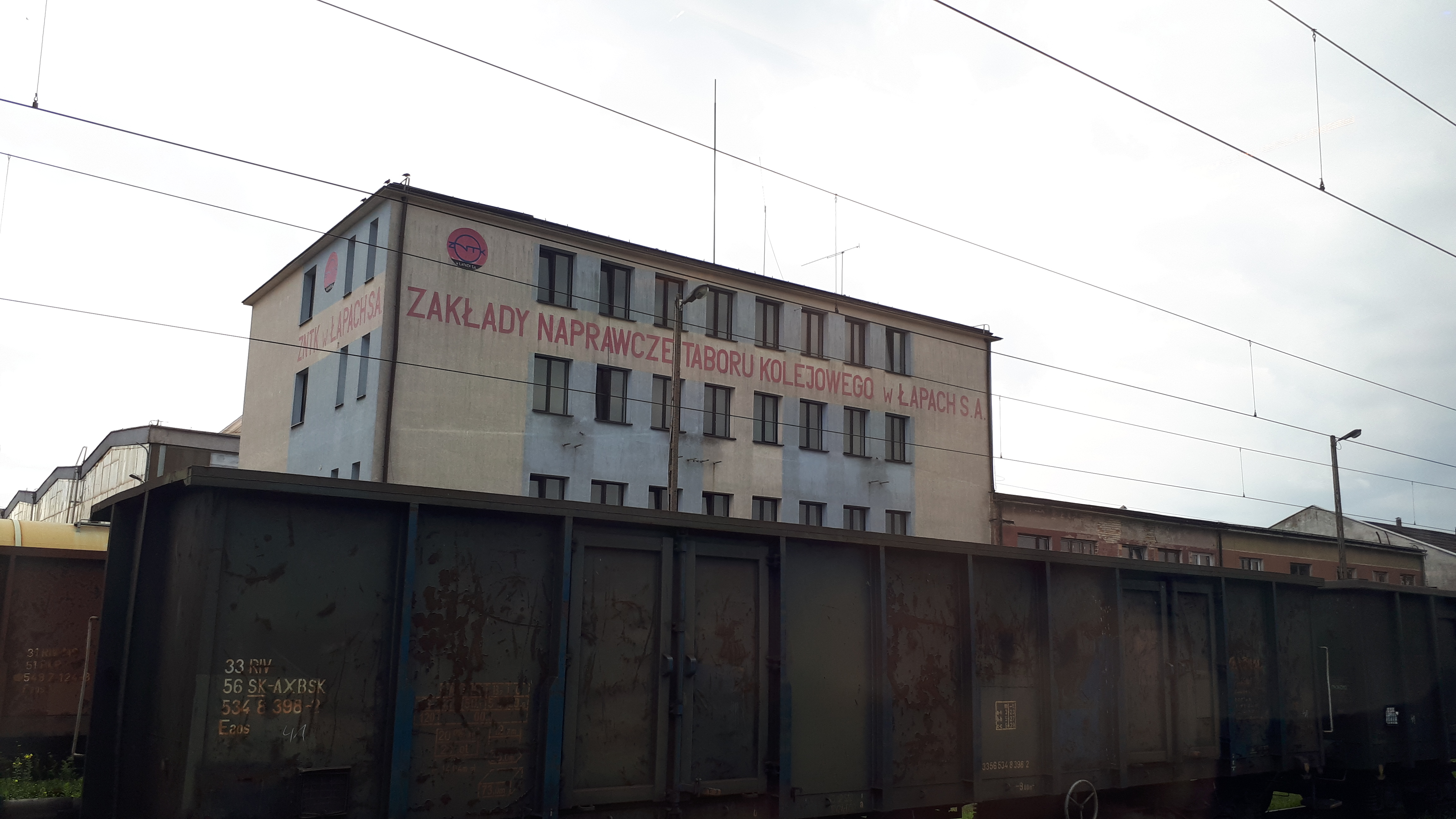
Zakłady Naprawcze Taboru Kolejowego w Łapach (2020)
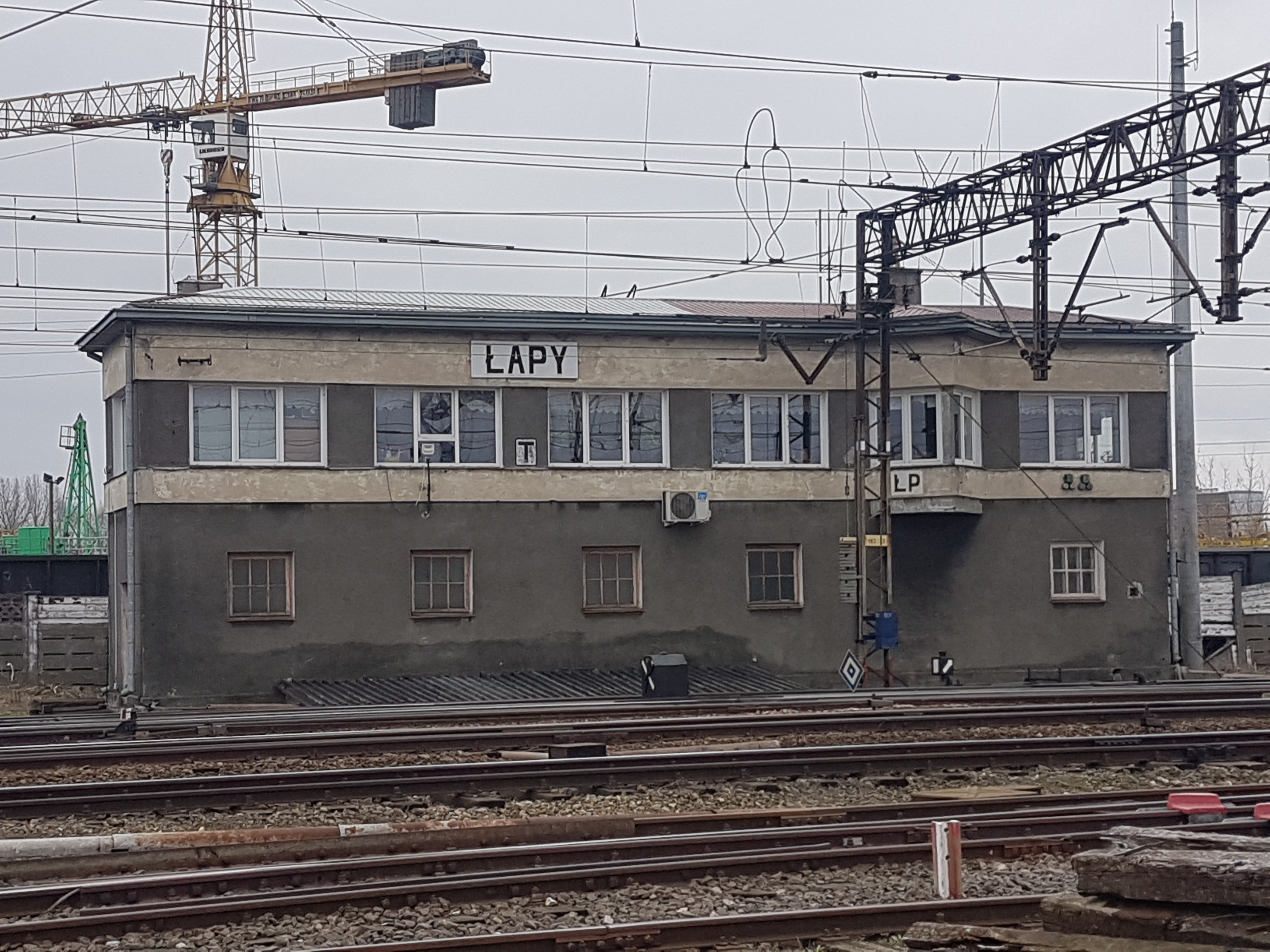
Nastawnia dysponująca Łp (2021)
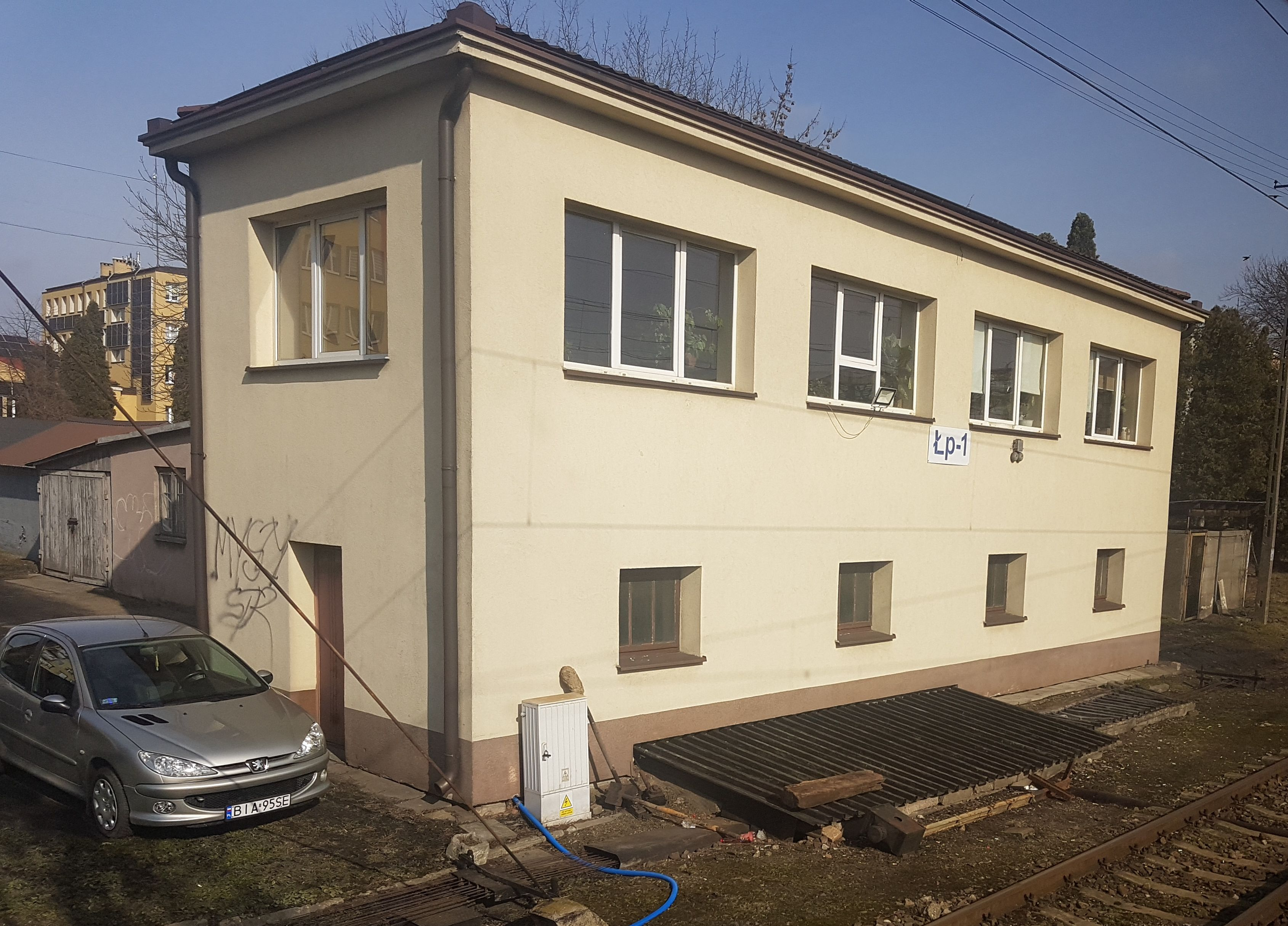
Nastawnia wykonawcza Łp1 (2021)